# سامسونج جالكسي Y بلس
سامسونج جالاكسي Y بلس (بالإنجليزية: Samsung Galaxy Y Plus)‏ هو هاتف ذكي من إلكترونيات سامسونج ضمن سلسلة سامسونج جالاكسي يعمل بنظام أندرويد، تم طرحه في الأسواق في 25 مايو 2013.

## الخصائص
- نظام التشغيل: أندرويد
- الكاميرا الخلفية: 2 ميجابكسل
- الشاشة: 240×320
- الوزن: 96 غرام (3.4 أونصة)
- الذاكرة: 512 ميجابايت رام